# Świat społeczny
Świat społeczny albo świat życia (niem. Lebenswelt) – w ujęciu fenomenologicznym, świat otaczający jednostkę pojmowany przez nią subiektywnie jako świat realny. Specyfiką takiego widzenia świata jest brak wątpliwości w jego realność. Jako Lebenswelt można rozumieć świat życia codziennego, codziennych doznań i działań jednostki, ale także świat marzeń sennych, fantazji czy doznań religijnych.